# Zawiadowca

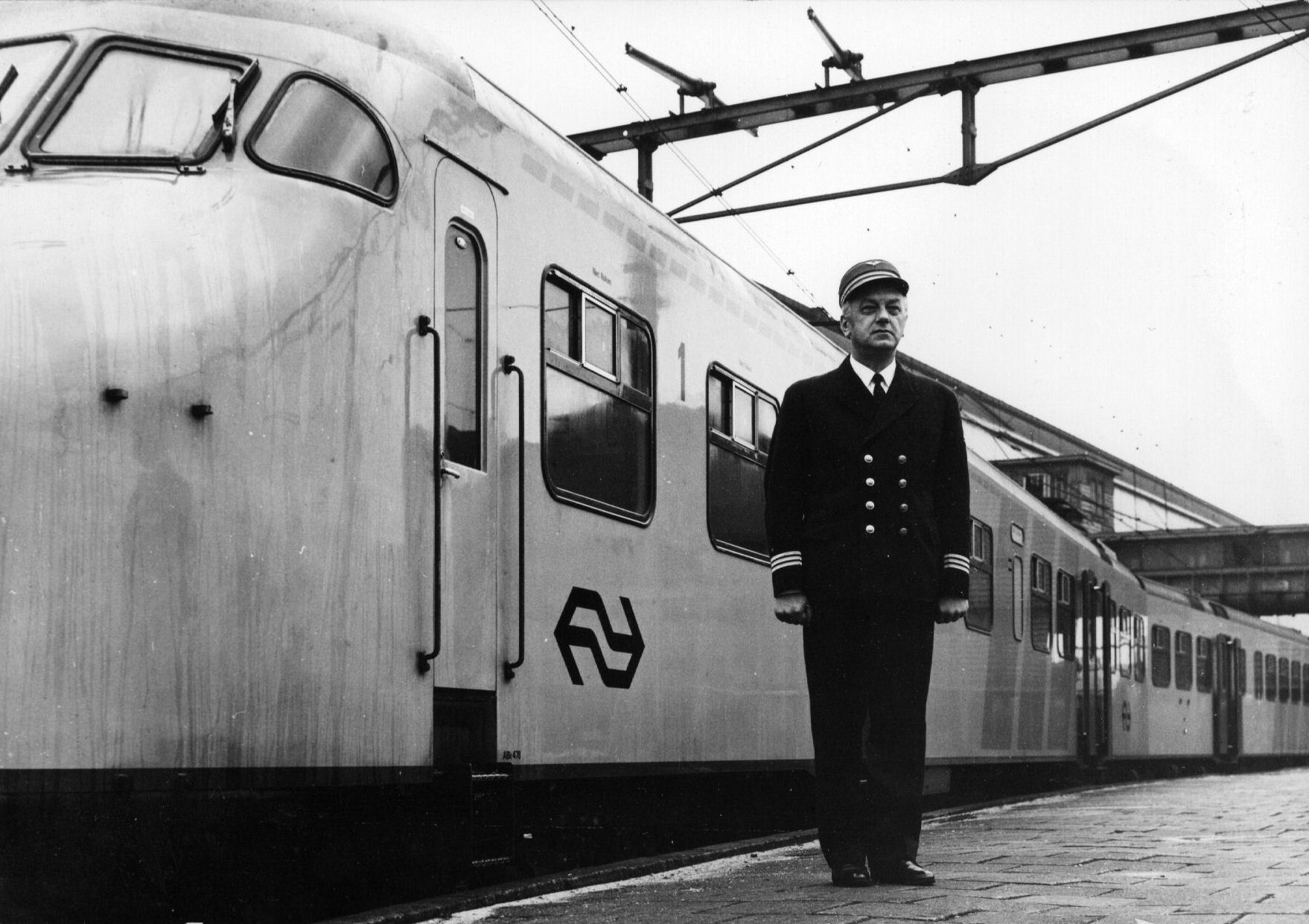
Zawiadowca stacji

Zawiadowca – stanowisko kierownicze z zakresu logistyki, przede wszystkim na kolei (zawiadowca stacji).
W spółce PKP Polskie Linie Kolejowe zawiadowca podlega bezpośrednio naczelnikowi Sekcji Eksploatacji. Zadaniem zawiadowcy na przydzielonym obszarze jest organizowanie i nadzorowanie pracy podległych zespołów pracowniczych, jak również monitorowanie i koordynowanie działań: 
- związanych z inżynierią ruchu (zawiadowca ds. inżynierii ruchu),
- związanych z automatyką (zawiadowca ds. automatyki),
- drogowo-budowlanych (zawiadowca ds. drogowo-budowlanych).

Dawniej stanowisko w PKP. Zawiadowca organizował i nadzorował pracę na stacji oraz na przydzielonych posterunkach ruchu i punktach ekspedycyjnych.
W przeszłości wyróżniano w Polsce także stanowiska w służbie państwowej poza kolejami, jak zawiadowca kolejki leśnej, zawiadowca tartaku, zawiadowca państwowego składu drewna, zawiadowca lotniska niekomunikacyjnego.